# ブリトラBESTバイブルI〜家族で聴いても恥ずかしくない曲集〜/ブリトラBESTバイブルII〜ひとりでこっそり聴いた方がいい曲集〜
『ブリトラBESTバイブルI〜家族で聴いても恥ずかしくない曲集〜』（ブリトラベストバイブルワン かぞくできいてもはずかしくないきょくしゅう）、『ブリトラBESTバイブルII〜家族で聴いても恥ずかしくない曲集〜』（ブリトラベストバイブルツー ひとりでこっそりきいたほうがいいきょくしゅう）は、ブリーフ&トランクスのベストアルバム。2018年3月21日発売。略称は『ブリトラBESTバイブル』。

## 解説
結成20周年を記念したベストアルバム。一般販売分は2枚のベストアルバムが別々に発売され、限定盤は特典CD、DVD『ブリトラBESTバイブル～罪と恥～』セットを加えた4枚組の1商品として発売された。
ベストアルバムであるもののポニーキャニオン所属以前の1998年から2000年までの発表曲は全曲再録音、再結成後の曲に関しても『グッジョブベイベー』、『ブリトラ道中膝栗毛』収録曲は全曲リミックスされており、音楽情報サイト「barks」では「通常想定されるベスト盤の枠を越えた内容」と評された。通常版2枚の収録曲は各音楽サブスクリプションサービスでも配信されている。
アルバムリード曲となる『コンビニ（20周年バージョン）』は新規ミュージックビデオが製作され、こちらもセルフカバーを意識し発表した19年前とほぼ同じキャスティング、カット割りで作られている。
限定版『ブリトラBESTバイブル～罪と恥～』には全60頁のブックレット「裏本 マニアの書」と全長1メートルのオリジナルグッズ「金のさなだ虫」が別途付属した。
アルバム発売を記念し、2018年5月19日にはマイナビBLITZ赤坂（赤坂BLITZ）で『「ブリトラスーパーBEST祭り2018」～デビュー20周年記念スペシャルライブ!～』を開催。
また同年5月18日から6月3日までの期間限定で、東京・原宿にコラボカフェをオープンした。

## 収録曲

### ブリトラBESTバイブルI～家族で聴いても恥ずかしくない曲集～
1. コンビニ(20周年バージョン)
2. 青のり（20周年バージョン）
3. ケータイ依存症（オリジナルバージョン）
4. 逆に（オリジナルバージョン）
5. 石焼イモ(20周年バージョン)
6. ホルモンを飲む瞬間（New Mix）
7. パインパン（New Mix）
8. ジェットコースター（オリジナルバージョン）
9. 発砲スチロール（New Mix）
10. 大寝坊（オリジナルバージョン）
11. らせん状の涙 （New Mix）
12. 良くなくない？（オリジナルバージョン）
13. 洗濯機（New Mix）
14. タンポポ（20周年バージョン）
15. 平成たいやき物語（20周年バージョン）
16. セレブの法則 （New Mix）
17. 風のとらえかた（20周年バージョン）
18. 権力ハニー（20周年バージョン）

### ブリトラBESTバイブルII～ひとりでこっそり聴いた方がいい曲集～
1. ゴールデンボール（New Mix）
2. ひとりのうた（20周年バージョン）
3. ペチャパイ （20周年バージョン）
4. さなだ虫（20周年バージョン）
5. へーへーへー（オリジナルバージョン）
6. メラメラスクリーム(New Mix）
7. まんげつ（オリジナルバージョン）
8. ズッキーニ（New Mix）
9. ろうそく（20周年バージョン）
10. ホルマリン漬けの君（20周年バージョン）
11. 小フーガハゲ短調（20周年バージョン）
12. 虫女（オリジナルバージョン）
13. 定食屋（20周年バージョン）
14. パチンコ（オリジナルバージョン）
15. クラブ（20周年バージョン）
16. アクセスランキング90963011位のブログ（New Mix）
17. 柔突起（20周年バージョン）
18. デザイア（20周年バージョン）

### 限定盤のみ収録

#### CD「幻曲集」
1. ザ・ヂ（おしりにフォーク原曲）
2. ハゲのうた（小フーガハゲ短調原曲）
3. 闇の虫（さなだ虫原曲）
4. 白い粉（かたくり粉原曲）
5. 長靴競走曲（長ぐつをはいた僕原曲）
6. 人間ミルク（Pai Pai原曲）
7. 布団家族（ふとん原曲）
8. ポケットティッシュ（ティッシュ配り原曲）
9. 最近のたいやきがしっぽまであんこが入っている理由とその実態（平成たいやき物語原曲）
10. 杉の木からの愛を受け止めて（タンポポ原曲）
11. 氷なしボタン（権力ハニー原曲）
12. 便利なお店（コンビニ原曲）
13. 貧乏ラブレター（原稿用紙でラブレター原曲）
14. アワビと松茸（好きな子と話す16の方法原曲）

#### DVD「裏ビデオ」
1. 激ピュア！制服姿で学園祭♡（1994.12.16）小フーガハゲ短調
2. 緊張しちゃった！東京初体験♡（1995.7.27）お尻にフォーク
3. 素人モノ！あの日のライブ♡～その1～（1996.8.22）ふとん・長ぐつをはいた僕・チョベリバ・ヘイ！ダディー・口内炎・Pai Pai・かたくり粉
4. 素人モノ！あの日のライブ♡～その２～（1997.10.11）氷なしボタン・柔突起・クーピーの誕生・離婚届・みそ汁ストロー・遺書
5. 素人モノ！あの日のライブ♡～その３～（1997.12.31）コンビニ・人工フカ・BCG・ディズニーランド別行動ツアー・ティッシュ配り・ねじれの位置
6. 無修正！「コンビニ」Music Video（20周年バージョン）